# Kim-Roar Hansen
Kim-Roar Hansen (ur. 24 marca 1984 w Drammen) – norweski skoczek narciarski, reprezentant klubu Lier IL. Uczestnik mistrzostw świata juniorów (2001 i 2002) oraz zimowego olimpijskiego festiwalu młodzieży Europy (2001).
Jego rekordem życiowym jest skok na odległość 212,0 metrów ustanowiony 4 marca 2004 roku w Vikersund.

## Mistrzostwa świata juniorów

### Indywidualnie
| 2001 Karpacz  | – | 35. miejsce |
| 2002 Schonach | – | 11. miejsce |

### Drużynowo
| 2001 Karpacz  | – | 6. miejsce |
| 2002 Schonach | – | 6. miejsce |

## Zimowy olimpijski festiwal młodzieży Europy

### Indywidualnie
| 2001 Vuokatti | – | 7. miejsce |

### Drużynowo
| 2001 Vuokatti | – | 8. miejsce |

## Puchar Świata

### Miejsca w klasyfikacji generalnej
| Sezon     | Miejsce |
| --------- | ------- |
| 2002/2003 | 36.     |

### Miejsca w poszczególnych konkursach indywidualnychPucharu Świata
| Źródło | Źródło      | Źródło                | Źródło                | Źródło                | Źródło                | Źródło                      | Źródło         | Źródło             | Źródło                      | Źródło                      | Źródło             | Źródło             | Źródło         | Źródło        | Źródło        | Źródło          | Źródło         | Źródło               | Źródło               | Źródło         | Źródło           | Źródło    | Źródło     | Źródło     | Źródło       | Źródło       | Źródło | Źródło | Źródło | Źródło | Źródło | Źródło | Źródło | Źródło | Źródło | Źródło | Źródło | Źródło | Źródło | Źródło | Źródło | Źródło | Źródło | Źródło | Źródło | Źródło | Źródło | Źródło | Źródło |
| --- | ----------- | --------------------- | --------------------- | --------------------- | --------------------- | --------------------------- | -------------- | ------------------ | --------------------------- | --------------------------- | ------------------ | ------------------ | -------------- | ------------- | ------------- | --------------- | -------------- | -------------------- | -------------------- | -------------- | ---------------- | --------- | ---------- | ---------- | ------------ | ------------ | ------ | ------ | ------ | ------ | ------ | ------ | ------ | ------ | ------ | ------ | ------ | ------ | ------ | ------ | ------ | ------ | ------ | ------ | ------ | ------ | ------ | ------ | ------ |
| Sezon 2001/2002 |             |                       |                       |                       |                       |                             |                |                    |                             |                             |                    |                    |                |               |               |                 |                |                      |                      |                |                  |           |            |            |              |              |        |        |        |        |        |        |        |        |        |        |        |        |        |        |        |        |        |        |        |        |        |        |        |
| Kuopio K120 | Kuopio K120 | Titisee-Neustadt K120 | Titisee-Neustadt K120 | Villach K90           | Engelberg K120        | Engelberg K120              | Predazzo K120  | Predazzo K120      | Oberstdorf K115             | Garmisch-Partenkirchen K115 | Innsbruck K120     | Bischofshofen K120 | Willingen K120 | Zakopane K120 | Zakopane K120 | Hakuba K120     | Sapporo K120   | Lahti K116           | Falun K115           | Trondheim K120 | Oslo K115        | punkty    | punkty     | punkty     | punkty       | punkty       | punkty | punkty | punkty | punkty | punkty | punkty | punkty | punkty | punkty | punkty | punkty | punkty | punkty | punkty |        |        |        |        |        |        |        |        |        |
| - | -           | -                     | -                     | -                     | q                     | q                           | q              | q                  | -                           | -                           | -                  | -                  | -              | -             | -             | -               | -              | -                    | -                    | -              | q                | 0         | 0          | 0          | 0            | 0            | 0      | 0      | 0      | 0      | 0      | 0      | 0      | 0      | 0      | 0      | 0      | 0      | 0      | 0      |        |        |        |        |        |        |        |        |        |
| Sezon 2002/2003 |             |                       |                       |                       |                       |                             |                |                    |                             |                             |                    |                    |                |               |               |                 |                |                      |                      |                |                  |           |            |            |              |              |        |        |        |        |        |        |        |        |        |        |        |        |        |        |        |        |        |        |        |        |        |        |        |
| Ruka K120 | Ruka K120   | Trondheim K120        | Trondheim K120        | Titisee-Neustadt K120 | Titisee-Neustadt K120 | Engelberg K120              | Engelberg K120 | Oberstdorf K115    | Garmisch-Partenkirchen K115 | Innsbruck K120              | Bischofshofen K120 | Liberec K120       | Zakopane K120  | Zakopane K120 | Hakuba K120   | Sapporo K120    | Sapporo K120   | Bad Mitterndorf K185 | Bad Mitterndorf K185 | Willingen K120 | Willingen K120   | Oslo K115 | Lahti K116 | Lahti K116 | Planica K185 | Planica K185 | punkty |        |        |        |        |        |        |        |        |        |        |        |        |        |        |        |        |        |        |        |        |        |        |
| - | -           | 14                    | 12                    | 22                    | 15                    | 23                          | q              | 37                 | 24                          | 43                          | 18                 | 41                 | 27             | 29            | 23            | 13              | 32             | -                    | -                    | 15             | 34               | q         | q          | q          | -            | -            | 143    |        |        |        |        |        |        |        |        |        |        |        |        |        |        |        |        |        |        |        |        |        |        |
| Sezon 2003/2004 |             |                       |                       |                       |                       |                             |                |                    |                             |                             |                    |                    |                |               |               |                 |                |                      |                      |                |                  |           |            |            |              |              |        |        |        |        |        |        |        |        |        |        |        |        |        |        |        |        |        |        |        |        |        |        |        |
| Ruka K120 | Ruka K120   | Trondheim K120        | Titisee-Neustadt K120 | Engelberg K125        | Oberstdorf K120       | Garmisch-Partenkirchen K115 | Innsbruck K120 | Bischofshofen K125 | Liberec K120                | Liberec K120                | Zakopane K120      | Zakopane K120      | Hakuba K120    | Sapporo K120  | Sapporo K120  | Oberstdorf K185 | Willingen K130 | Park City K120       | Lahti K116           | Kuopio K120    | Lillehammer K120 | Oslo K115 | punkty     | punkty     | punkty       | punkty       | punkty | punkty | punkty | punkty | punkty | punkty | punkty | punkty | punkty | punkty | punkty | punkty | punkty | punkty | punkty |        |        |        |        |        |        |        |        |
| - | -           | -                     | -                     | 34                    | -                     | -                           | -              | -                  | -                           | -                           | -                  | -                  | -              | -             | -             | -               | -              | -                    | -                    | -              | q                | q         | 0          | 0          | 0            | 0            | 0      | 0      | 0      | 0      | 0      | 0      | 0      | 0      | 0      | 0      | 0      | 0      | 0      | 0      | 0      |        |        |        |        |        |        |        |        |
| Legenda |             |                       |                       |                       |                       |                             |                |                    |                             |                             |                    |                    |                |               |               |                 |                |                      |                      |                |                  |           |            |            |              |              |        |        |        |        |        |        |        |        |        |        |        |        |        |        |        |        |        |        |        |        |        |        |        |
| 1 2 3 4-10 11-30 poniżej 30 dq – dyskwalifikacja q – dyskwalifikacja w kwalifikacjach q – zawodnik nie zakwalifikował się - – zawodnik nie wystartował |             |                       |                       |                       |                       |                             |                |                    |                             |                             |                    |                    |                |               |               |                 |                |                      |                      |                |                  |           |            |            |              |              |        |        |        |        |        |        |        |        |        |        |        |        |        |        |        |        |        |        |        |        |        |        |        |

### Turniej Czterech Skoczni

#### Miejsca w klasyfikacji generalnej
| Sezon     | Miejsce |
| --------- | ------- |
| 2002/2003 | 27.     |

## Letnie Grand Prix

### Miejsca w poszczególnych konkursach indywidualnych LGP
| Źródło | Źródło          | Źródło        | Źródło         | Źródło | Źródło | Źródło | Źródło | Źródło | Źródło | Źródło | Źródło | Źródło | Źródło | Źródło | Źródło | Źródło | Źródło | Źródło | Źródło | Źródło | Źródło | Źródło | Źródło | Źródło | Źródło | Źródło |
| --- | --------------- | ------------- | -------------- | ------ | ------ | ------ | ------ | ------ | ------ | ------ | ------ | ------ | ------ | ------ | ------ | ------ | ------ | ------ | ------ | ------ | ------ | ------ | ------ | ------ | ------ | ------ |
| 2003 |                 |               |                |        |        |        |        |        |        |        |        |        |        |        |        |        |        |        |        |        |        |        |        |        |        |        |
| Hinterzarten K95 | Courchevel K120 | Predazzo K120 | Innsbruck K120 | punkty |        |        |        |        |        |        |        |        |        |        |        |        |        |        |        |        |        |        |        |        |        |        |
| q | q               | -             | -              | 0      |        |        |        |        |        |        |        |        |        |        |        |        |        |        |        |        |        |        |        |        |        |        |
| Legenda |                 |               |                |        |        |        |        |        |        |        |        |        |        |        |        |        |        |        |        |        |        |        |        |        |        |        |
| 1 2 3 4-10 11-30 poniżej 30 dq – dyskwalifikacja q – dyskwalifikacja w kwalifikacjach q – zawodnik nie zakwalifikował się - – zawodnik nie wystartował |                 |               |                |        |        |        |        |        |        |        |        |        |        |        |        |        |        |        |        |        |        |        |        |        |        |        |

## Puchar Kontynentalny

### Miejsca w klasyfikacji generalnej
| Sezon     | Miejsce |
| --------- | ------- |
| 2001/2002 | 121.    |
| 2003/2004 | 15.     |

### Miejsca w poszczególnych konkursachPucharu Kontynentalnego
| Sezon 2001/2002                                                               |             |              |           |            |          |          |         |         |           |               |               |           |           |            |            |              |           |           |               |               |         |               |               |           |           |            |            |         |        |        |           |           |        |        |         |               |               |           |           |        |        |           |           |           |        |        |        |        |        |        |        |        |        |        |        |        |        |        |        |        |        |        |        |        |
| Velenje                                                                       | Velenje     | Villach      | Villach   | Oberstdorf | Rælingen | Rælingen | Calgary | Calgary | Park City | Park City     | Oberhof       | Ruka      | Ruka      | Lahti      | Lahti      | Sankt Moritz | Engelberg | Innsbruck | Sapporo       | Sapporo       | Sapporo | Bischofshofen | Bischofshofen | Ishpeming | Ishpeming | Courchevel | Courchevel | Lauscha | Westby | Westby | Braunlage | Braunlage | Gallio | Gallio | Planica | Iron Mountain | Iron Mountain | Schönwald | Schönwald | Zaō    | Zaō    | Vikersund | Vikersund | Vikersund | punkty |        |        |        |        |        |        |        |        |        |        |        |        |        |        |        |        |        |        |        |
| -                                                                             | -           | -            | -         | -          | 31       | 37       | -       | -       | -         | -             | -             | -         | -         | -          | -          | -            | -         | -         | 11            | 34            | 15      | -             | -             | -         | -         | -          | -          | -       | -      | -      | -         | -         | -      | -      | -       | 21            | 13            | -         | -         | -      | -      | 48        | 26        | -         | 75     |        |        |        |        |        |        |        |        |        |        |        |        |        |        |        |        |        |        |        |
| Sezon 2003/2004                                                               |             |              |           |            |          |          |         |         |           |               |               |           |           |            |            |              |           |           |               |               |         |               |               |           |           |            |            |         |        |        |           |           |        |        |         |               |               |           |           |        |        |           |           |           |        |        |        |        |        |        |        |        |        |        |        |        |        |        |        |        |        |        |        |        |
| Lillehammer                                                                   | Lillehammer | Sankt Moritz | Engelberg | Seefeld    | Planica  | Planica  | Sapporo | Sapporo | Sapporo   | Bischofshofen | Bischofshofen | Braunlage | Braunlage | Brotterode | Brotterode | Zakopane     | Westby    | Westby    | Iron Mountain | Iron Mountain | Kuopio  | Kuopio        | Vikersund     | Vikersund | punkty    | punkty     | punkty     | punkty  | punkty | punkty | punkty    | punkty    | punkty | punkty | punkty  | punkty        | punkty        | punkty    | punkty    | punkty | punkty | punkty    | punkty    | punkty    | punkty | punkty | punkty | punkty | punkty | punkty | punkty | punkty | punkty | punkty | punkty | punkty | punkty | punkty | punkty | punkty | punkty | punkty | punkty | punkty |
| 46                                                                            | 2           | -            | -         | 5          | 3        | 14       | 5       | 15      | 18        | -             | -             | 11        | 16        | -          | -          | 11           | -         | -         | -             | -             | 39      | 35            | -             | -         | 340       | 340        | 340        | 340     | 340    | 340    | 340       | 340       | 340    | 340    | 340     | 340           | 340           | 340       | 340       | 340    | 340    | 340       | 340       | 340       | 340    | 340    | 340    | 340    | 340    | 340    | 340    | 340    | 340    | 340    | 340    | 340    | 340    | 340    | 340    | 340    | 340    | 340    | 340    | 340    |
| Legenda                                                                       |             |              |           |            |          |          |         |         |           |               |               |           |           |            |            |              |           |           |               |               |         |               |               |           |           |            |            |         |        |        |           |           |        |        |         |               |               |           |           |        |        |           |           |           |        |        |        |        |        |        |        |        |        |        |        |        |        |        |        |        |        |        |        |        |
| 1 2 3 4-10 11-30 poniżej 30 dq – dyskwalifikacja - − zawodnik nie wystartował |             |              |           |            |          |          |         |         |           |               |               |           |           |            |            |              |           |           |               |               |         |               |               |           |           |            |            |         |        |        |           |           |        |        |         |               |               |           |           |        |        |           |           |           |        |        |        |        |        |        |        |        |        |        |        |        |        |        |        |        |        |        |        |        |

## Letni Puchar Kontynentalny

### Miejsca w klasyfikacji generalnej
| Sezon | Miejsce |
| ----- | ------- |
| 2002  | 77.     |
| 2003  | 54.     |

### Miejsca w poszczególnych konkursachLetniego Pucharu Kontynentalnego
| Źródło                                                                        | Źródło  | Źródło     | Źródło   | Źródło    | Źródło    | Źródło                 | Źródło                 | Źródło    | Źródło    | Źródło | Źródło | Źródło | Źródło | Źródło | Źródło | Źródło | Źródło | Źródło | Źródło | Źródło | Źródło | Źródło | Źródło | Źródło | Źródło | Źródło |
| ----------------------------------------------------------------------------- | ------- | ---------- | -------- | --------- | --------- | ---------------------- | ---------------------- | --------- | --------- | ------ | ------ | ------ | ------ | ------ | ------ | ------ | ------ | ------ | ------ | ------ | ------ | ------ | ------ | ------ | ------ | ------ |
| 2002                                                                          |         |            |          |           |           |                        |                        |           |           |        |        |        |        |        |        |        |        |        |        |        |        |        |        |        |        |        |
| Velenje                                                                       | Velenje | Oberstdorf | Rælingen | Rælingen  | Falun     | Calgary                | Calgary                | Park City | Park City | punkty |        |        |        |        |        |        |        |        |        |        |        |        |        |        |        |        |
| 59                                                                            | 59      | 101        | 34       | 17        | 31        | -                      | -                      | -         | -         | 14     |        |        |        |        |        |        |        |        |        |        |        |        |        |        |        |        |
| 2003                                                                          |         |            |          |           |           |                        |                        |           |           |        |        |        |        |        |        |        |        |        |        |        |        |        |        |        |        |        |
| Velenje                                                                       | Velenje | Calgary    | Calgary  | Park City | Park City | Garmisch-Partenkirchen | Garmisch-Partenkirchen | Trondheim | Trondheim | punkty |        |        |        |        |        |        |        |        |        |        |        |        |        |        |        |        |
| -                                                                             | -       | -          | -        | -         | -         | -                      | -                      | 7         | 32        | 36     |        |        |        |        |        |        |        |        |        |        |        |        |        |        |        |        |
| Legenda                                                                       |         |            |          |           |           |                        |                        |           |           |        |        |        |        |        |        |        |        |        |        |        |        |        |        |        |        |        |
| 1 2 3 4-10 11-30 poniżej 30 dq – dyskwalifikacja - − zawodnik nie wystartował |         |            |          |           |           |                        |                        |           |           |        |        |        |        |        |        |        |        |        |        |        |        |        |        |        |        |        |